# ウィッカーマン

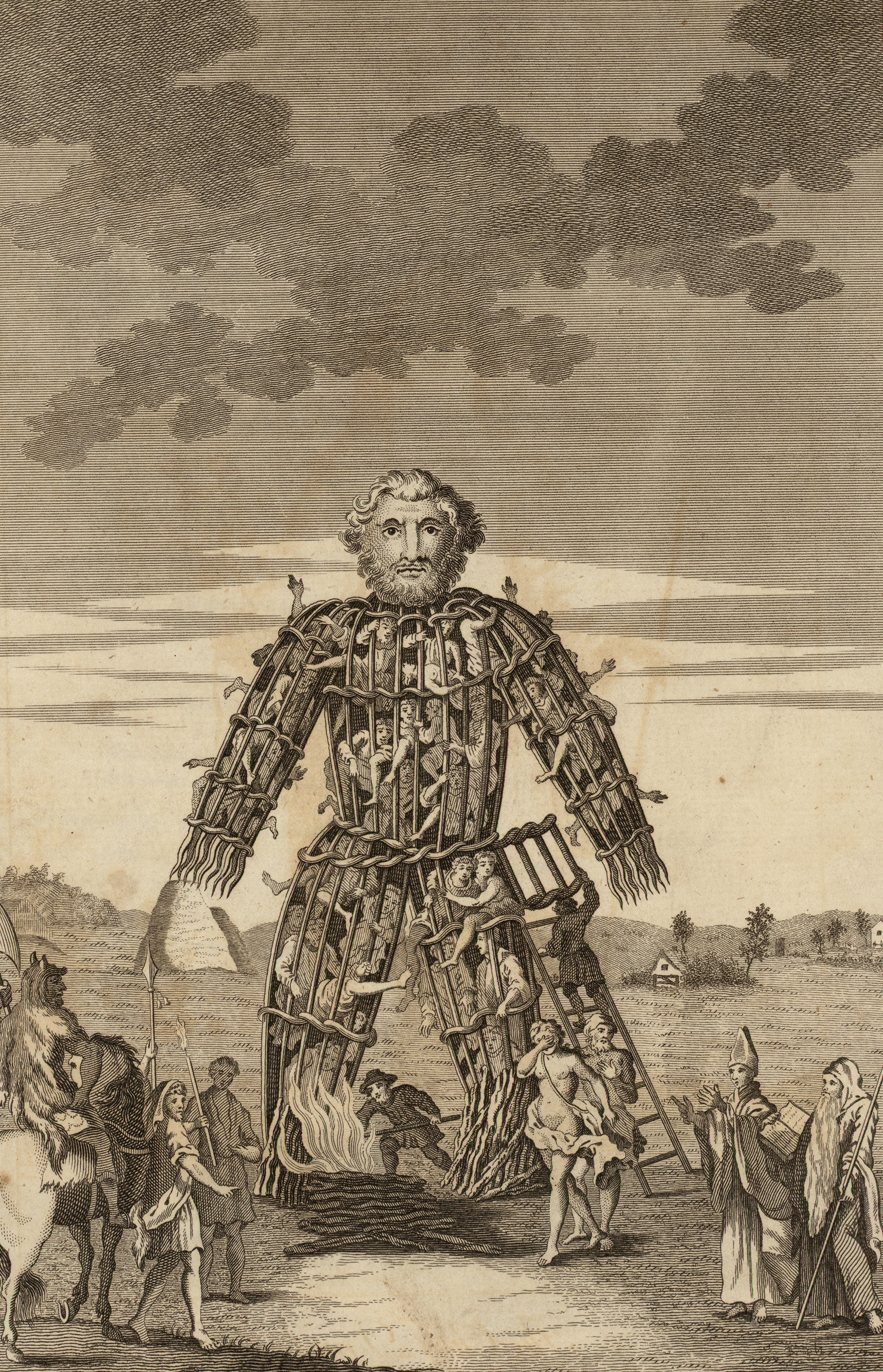
ウィッカーマンの想像画（18世紀）

ウィッカーマン（wicker man）とは、古代ガリアで信仰されていたドルイド教における供犠・人身御供の一種で、巨大な人型の檻の中に犠牲に捧げる家畜や人間を閉じ込めたまま焼き殺す祭儀の英語名称である。

## 概要
英語でウィッカーマン（wicker man）という呼称は、編み細工（wicker）で出来た人型の構造物を意味する。
古代ガリアの宗教儀式としてのウィッカーマンについては、カエサルの『ガリア戦記』やストラボンの『地理誌』の中で紹介されている。
『ガリア戦記』第6巻16節には次のような一節がある。
Alii immani magnitudine simulacra habent, quorum contexta viminibus membra vivis hominibus complent; quibus succensis circumventi flamma exanimantur homines.
ある者らは、恐ろしく巨大な像を持ち、その編み細工で編み込まれた肢体を人間たちで満たして、それらを燃やして、人々は火炎に取り巻かれて息絶えさせられるのである。

このような人身御供は、ガリアのローマ化によって絶えたと思われる。近世になって、ケルト人への関心の高まりとともに、ウィッカーマンは人々の好奇心をかきたて、（右の図のような）さまざまな想像画が描かれた。

## 現代の文化としてのウィッカーマン
1973年にはイギリスでスコットランドの孤島を舞台とする『ウィッカーマン』として映画化され、2006年にはニコラス・ケイジがアメリカ西海岸の孤島を舞台とする同名の『ウィッカーマン』としてリメイクした。
現在、スコットランドでは「ウィッカーマン・フェスティバル」（Wickerman Festival）という音楽祭が催され、巨像が造られている。また、類似の催しとして、アメリカ・ネバダ州の砂漠で巨大な木製人形を燃やす「バーニングマン」がある。もちろん、これらのいずれにおいても人間や家畜などの生き物が燃やされることはない。